# Rophites thracius
Rophites thracius är en biart som beskrevs av Ebmer 1993. Rophites thracius ingår i släktet blomdyrkarbin, och familjen vägbin. Inga underarter finns listade i Catalogue of Life.